# Alfred Freudenheim

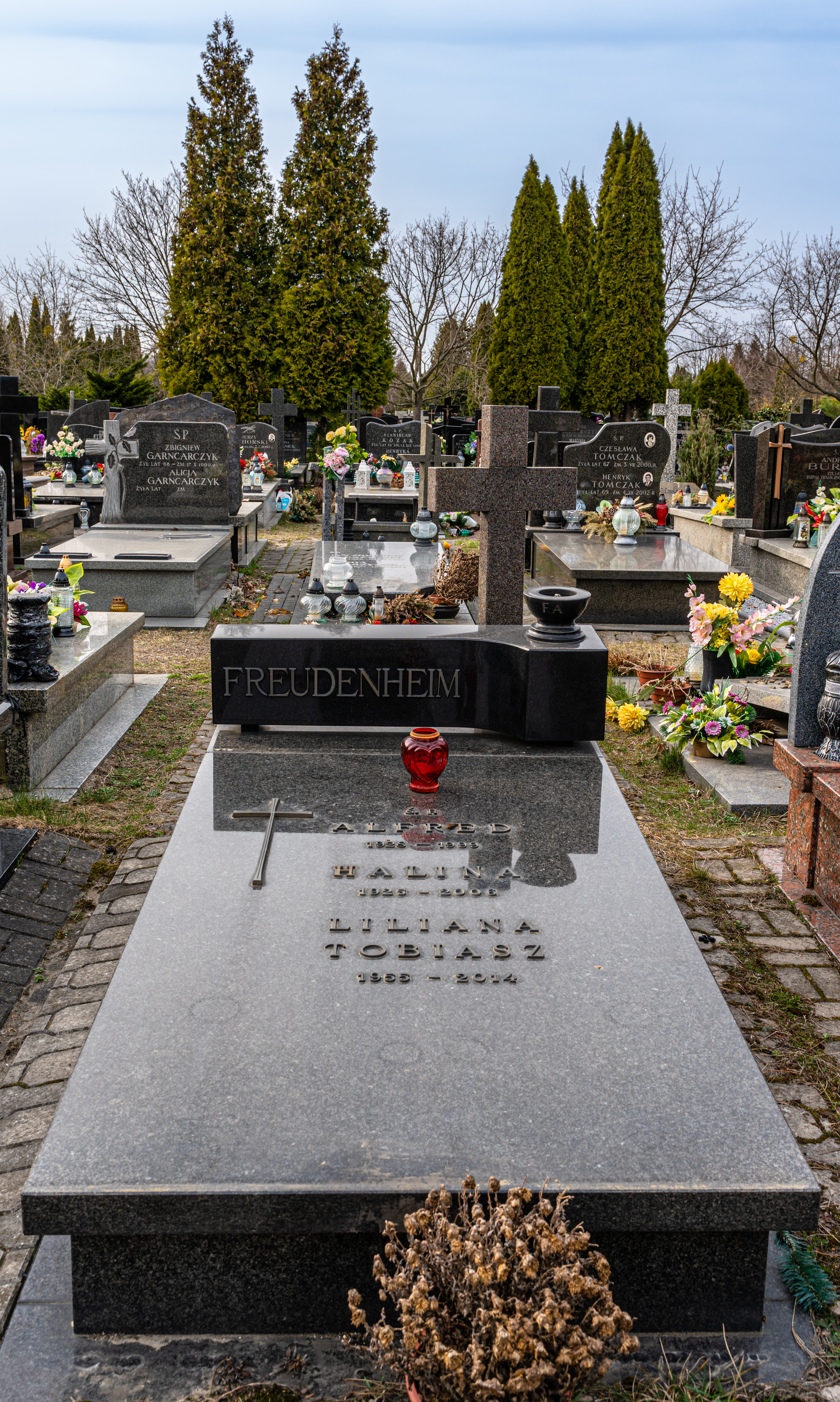
Grób Alfreda Freudenheima na cmentarzu komunalnym Północnym w Warszawie

Alfred Freudenheim (ur. 5 kwietnia 1928 w Turynie, zm. 4 lipca 1999 w Warszawie) – polski aktor niezawodowy, występujący w filmach w drugoplanowych i epizodycznych rolach postaci charakterystycznych.

## Życiorys
Zawodowo związany był z branżą muzyczną. Pracował w Zjednoczonych Przedsiębiorstwach Rozrywkowych, w latach 70. był organizatorem koncertów i dyskotek. Przez pewien czas był menedżerem zespołu Trubadurzy. Jako aktor na swoim koncie ma ponad czterdzieści ról filmowych, z których najbardziej znane są te zagrane w latach siedemdziesiątych: pułkownika milicji w Przepraszam, czy tu biją? Marka Piwowskiego oraz role w filmach kina moralnego niepokoju – Barwach ochronnych Krzysztofa Zanussiego i Wodzireju Feliksa Falka. W roku 1978 wystąpił także jeden raz w Teatrze Telewizji w sztuce Kłopoty to moja specjalność wyreżyserowanej przez Marka Piwowskiego. Został pochowany na cmentarzu komunalnym Północnym w Warszawie.

## Filmografia
- 1966: Kochajmy syrenki jako bramkarz w restauracji
- 1968: Hasło Korn jako zabójca Janika
- 1976: Przepraszam, czy tu biją? jako pułkownik MO Kubiak
- 1976: Daleko od szosy (serial tv) jako kierownik (odc. 1 Szpaki)
- 1976: Barwy ochronne jako przedstawiciel władz
- 1977: Wodzirej jako kierownik „Estrady”
- 1977: Śmierć prezydenta jako arcybiskup Adam Sapieha
- 1977: Rekord świata jako prezes
- 1977: Poza układem jako Fredzio Turski, trener reprezentacji narodowej
- 1977: Ostatnie okrążenie jako gestapowiec
- 1978: Kłopoty to moja specjalność (Teatr TV) jako Marty Estel
- 1978: Akwarele jako kierownik „Estrady”
- 1979: Tajemnica Enigmy (serial tv) jako oprawca Alojz, „współpracownik” Hoegera (odc. 8 Smak zwycięstwa)
- 1980: Przed odlotem jako adiunkt, kolega Wareckiego
- 1980: Ciosy
- 1981: Spokojne lata jako Gustaw
- 1981: Pogotowie przyjedzie jako prokurator
- 1981: Paragraf 4 jako pułkownik
- 1981: Najdłuższa wojna nowoczesnej Europy (serial tv) jako landrat na linii frontu (odc. 3 Nowa broń szwoleżerów)
- 1981: Był jazz jako kierownik lokalu
- 1982: Prognoza pogody jako prezes firmy produkującej trumny
- 1982: Klakier jako sąsiad Poli i Jerzyka w lokalu
- 1983: To tylko rock jako redaktor naczelny w TV
- 1983: Szkatułka z Hongkongu jako komisarz Ratschak
- 1983: Sny i marzenia jako komisarz Rebko, kierownik Karolaka
- 1983: Piętno jako sędzia
- 1983: Nadzór jako naczelnik więzienia
- 1984: Umarłem, aby żyć jako tajniak w kawiarni
- 1984: Smażalnia story jako kierownik POM
- 1984: Pan na Żuławach (serial tv) jako Kuczyński, sekretarz KW PZPR (odc. 5–8 i 11)
- 1984: O-bi, o-ba. Koniec cywilizacji jako nadzorca wydający suchary
- 1986: Kurs na lewo jako urzędnik rozdzielający towar
- 1987: Sonata marymoncka jako aresztujący grupę Kibały
- 1988: Piłkarski poker jako znajomy Łapińskiego
- 1988: Pan Kleks w kosmosie jako admirał floty kosmicznej
- 1989: Co lubią tygrysy jako mąż badylary
- 1989: Powrót wabiszczura jako Szrama
- 1989: Janka (serial tv) jako właściciel kruka na jarmarku (odc. 7)
- 1989: Bal na dworcu w Koluszkach jako sędzia
- 1990: Europa, Europa
- 1992: Enak jako oficer milicji
- 1993: Mięso (Ironica) jako milicjant na mównicy